# Danica Purg
Danica Purg, slovenska politologinja, * 2. februar 1946, Stogovci.
Leta 2004 je soustanovila politično društvo Forum 21 in postala članica programskega sveta tega političnega društva.

## Odlikovanja in nagrade
Leta 2001 je prejela častni znak svobode Republike Slovenije z naslednjo utemeljitvijo: »za zasluge pri izobraževanju slovenskih in tujih menagerjev ter za pomembno humanitarno delo«.